# ザンベジ川

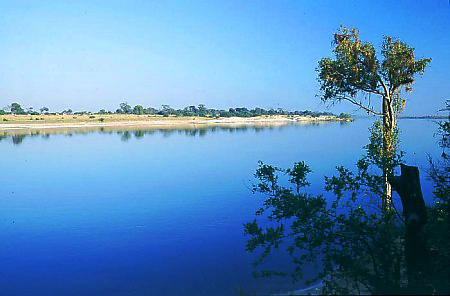
ザンビア北西部ザンベジ近郊でのザンベジ川

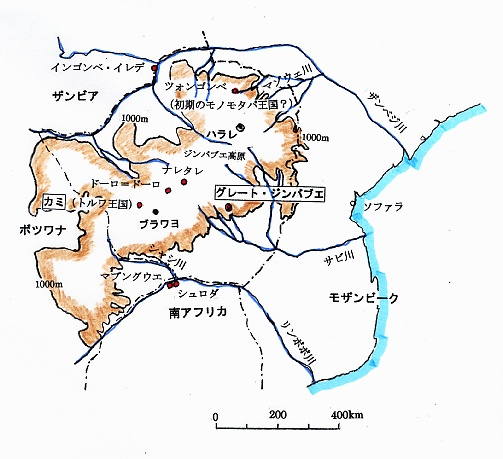
ジンバブエ共和国内の主な考古遺跡と川の位置図。インゴンベ＝イレデの町と初期のモノモタパ王国は、ザンベジ川を利用した交易が繁栄の契機となった。

ザンベジ川（ザンベジがわ、英語:Zambezi River、フランス語:Zambèze、ポルトガル語:Rio Zambeze、スワヒリ語:Mto wa Zambezi、ショナ語:Rwizi Zambezi、チェワ語:Mtsinje wa Zambezi）は、アフリカ南部を流れインド洋に注ぐ河川である。全長は2,750キロメートル、2,736キロメートル、2,740キロメートル、2,470キロメートル。ナイル川、コンゴ川、ニジェール川に次ぐアフリカで4番目の長さの川である。

## 地理
ザンビア北部に源を発し、アンゴラ、ザンビア、ナミビアと流れた後ザンビアとジンバブエ国境を流れ、モザンビークに入りインド洋のモザンビーク海峡に注ぐ。途中には世界三大瀑布の一つ、ヴィクトリア滝があり、ほかにチャヴマ滝（Chavuma）、ンゴニェ滝（Ngonye）もある。

### 支流
主な支流はカフエ川、ルアングワ川およびマラウイ湖を水源とするシーレ川などがある。

## 生物相
上流域はカラハリ砂漠の周縁部を流れる。氾濫原にはシロアカシア、ギニアシジギウムなどの河畔林およびDiplorhynchus属の低木林とパルミラヤシ属、ザンビアチーク、アンゴラカリンなどの森林が分布しており、ライオン、オグロヌーなどの動物が生息している。ヴィクトリア滝を過ぎると、中流域一帯にはイチジク属のFicus sur、オリーブ（Olea europaea subsp. cuspidata）、Trichilia emetica、セネガルヤシ、Ilex mitis、アカテツ科、マホガニー、アカシア、バオバブなどの植物が生え、アフリカゾウ、アフリカスイギュウ、ライオン、ヒョウ、クロサイ、カバ、キリン、シマウマ、レイヨウ、イボイノシシ、ヒヒ、サル、ハイエナ、チーター、ナイルワニ、ハヤブサ類、タカ類、ナベコウ、サギ類、ミナミベニハチクイなどが多く生息している。河口に近い沖積平野の三角州にはマングローブ、熱帯草原、ヤシ林、湿地などが広がり、周辺の海域を含む一帯にアフリカスイギュウ、アフリカゾウ、カバ、ライオン、ヒョウ、モモイロペリカン、コシベニペリカン、サギ類、フラミンゴ、シラサギ、サンショクウミワシ、コウノトリ類、オニアジサシ、ホオカザリヅル、ホオジロカンムリヅル、ハンドウイルカ類、ウスイロイルカ類、魚類、貝類などが生息している。
ザンビア西部にあるバロツェ氾濫原、ジンバブエのビクトリアの滝国立公園とマナ・プールズ国立公園およびモザンビークの河口部にあるザンベジ川の三角州はラムサール条約登録地である。

## 交通
大型船は河口からモザンビークのテテまで航行可能だが、そこから上流はカボラ・バッサの急流に阻まれ、遡上は不可能である。中流・上流域は急流が多く、カヌーや丸木舟を除き航行はほぼできない。

### 橋梁
ザンベジ川には、チニンギ、ヴィクトリア滝（ヴィクトリアフォールズ橋）、チルンド（チルンド橋）、テテ（サモラ・マチェル橋）の4箇所にしか橋が架かっていない。

## 河川施設
流域には水力発電所が2つある。一つはカリバダムでザンビアとジンバブエに、もう一つはカオラ・バッサダムで南アフリカに電力を供給している。カリバダムによってせき止められて出来たダム湖であるカリバ湖は、世界最大の人造湖である。

## ザンベジ川の怪物魚
ザンベジ川には怪物魚がいると言われ、釣り人が川に引きずり込まれる事件が次々と報告されている。その姿は地元の人の説明では「蛇のような魚」だという。その魚の名は「ソロモンフィッシュ」とも「マズンダ」ともいわれ、場所によっては名前が様々である。特に有力な説として、カリバダムのカリバ湖周辺に巨大魚が棲みついているらしく、そこでは「ヴンドゥー」というナマズの一種で体長は最大のもので3メートルとも5メートルともいわれているが定かではない。イギリスの生物学者・釣り師であるジェレミー・ウェイドが自身の番組『怪物魚を追え！』にてヴンドゥーを釣り上げた。